# Storträsket (Bureå socken, Västerbotten)
Storträsket är en sjö i Skellefteå kommun i Västerbotten och ingår i Bureälven-Mångbyåns kustområde. Sjön är 7 meter djup, har en yta på 1,52 kvadratkilometer och befinner sig 6 meter över havet. Sjön avvattnas av vattendraget Bäckån.

## Delavrinningsområde
Storträsket ingår i det delavrinningsområde (716882-176595) som SMHI kallar för Utloppet av Storträsket. Medelhöjden är 16 meter över havet och ytan är 7,28 kvadratkilometer. Räknas de 18 avrinningsområdena uppströms in blir den ackumulerade arean 97,27 kvadratkilometer. Avrinningsområdets utflöde Bäckån mynnar i havet. Avrinningsområdet består mestadels av skog (54 procent) och öppen mark (11 procent). Avrinningsområdet har 1,5 kvadratkilometer vattenytor vilket ger det en sjöprocent på 20,5 procent.